# Pienik ślinianka
Pienik ślinianka (Philaenus spumarius) – gatunek pluskwiaka z rodziny pienikowatych. 
W Polsce pospolity.

## Morfologia i biologia
Pluskwiak o ciele owalnym, wydłużonym, długości od 5,8 do 6,7 mm. Ubarwienie tego owada jest bardzo zmienne, od jasnego do ciemnego, może być jednobarwne lub wzorzyste. Głowa o silnie wypukłym, jasnym z ciemnymi, poprzecznymi pasami frontoclypeus. Dwa początkowe człony czułków jasne. Kształt kolców na edeagusie samców zmienia się stopniowo od populacji północno- do południowoeuropejskich. 

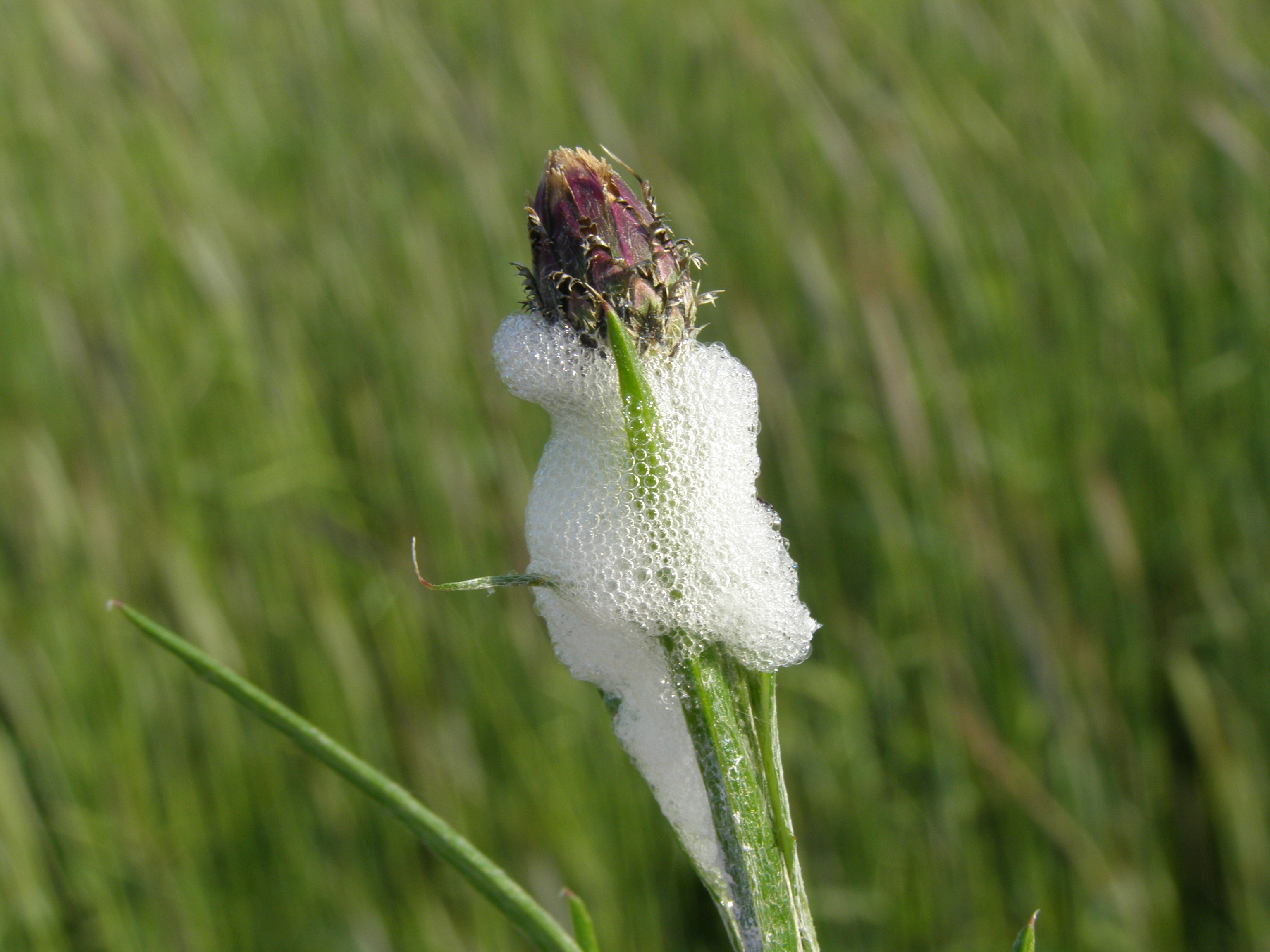
Larwa pienika w pienistej wydzielinie

Dorosłe osobniki są słabo widoczne. Larwy są jaskrawozielonego koloru i żyją na różnych roślinach w wydzielinie podobnej do śliny, powstałej na skutek wdmuchiwania powietrza we własne odchody zawierające białko (stąd efekt spienienia). Chroni je ona przed wysychaniem i drapieżnikami.
Ten szkodnik upraw występuje licznie na łąkach i w zaroślach krzewiastych, również na brzegach lasów.

## Występowanie
Holarktycznie rozprzestrzeniony, polifagiczny ubikwist. W Polsce najpospolitszy z piewików.